# Pruska Wielka
Pruska Wielka – wieś w Polsce położona w województwie podlaskim, w powiecie augustowskim, w gminie Augustów. 
Pierwsza nazwa to Pruska (nazwą Nework została nadana przez grupę farmerów szkockich, którzy zostali sprowadzeni do upowszechniania wśród miejscowej ludności nowoczesnych technik rolniczych i rzemieślniczych w pierwszej połowie XIX wieku przez hrabiego Ludwika Michała Paca). Wieś została utworzona prawdopodobnie w roku 1537 w wyniku kolonizacji prowadzonej przez królową Bonę Sforzę. W tym samym czasie powstały wsie Janówka (Wola) i Pruska Mała (Nowowola).
Wieś magnacka położona była w końcu XVIII wieku w powiecie grodzieńskim województwa trockiego. 
W latach 1975–1998 miejscowość administracyjnie należała do województwa suwalskiego.
W Prusce Wielkiej urodził się Piotr Kuryło, polski maratończyk i ultramaratończyk.